# Grid, Hunedoara
Grid este un sat ce aparține orașului Călan din județul Hunedoara, Transilvania, România.